# Kawakita Nagamasa

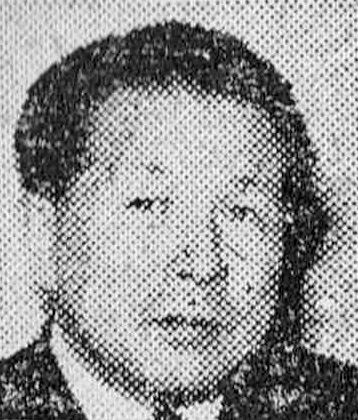
Kawakita Nagamasa, 1952

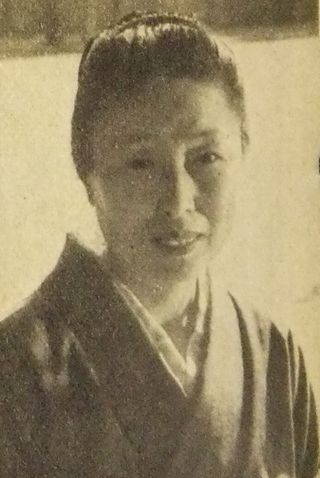
Kawakitas Frau Kashiko

Kawakita Nagamasa (japanisch 川喜多 長政; geboren 30. April 1903 in Tokio; gestorben 24. Mai 1981) war ein japanischer Importeur und Verleiher von Kinofilmen.

## Leben und Wirken
Kawakita Nagamasa machte seinem Schulabschluss an der im alten System „4. Mittelschule der Präfektur Tokio“ (東京府立第四中学校, Tōkyō furitsu daiyon chūgakkō). Er sah sich dann in China um, wo er ein  Studium der Literaturwissenschaft an der Universität Peking begann, aber abbrach, hielt sich auch in Deutschland auf. Nach seiner Rückkehr nach Japan 1928 gründete er das Unternehmen „Tōwa shōji“ (東和商事), das Vorgängerunternehmen von „Tōhō tōwa“ (東宝東和), und begann mit seiner Frau Kashiko (川喜多 かしこ), europäische Filme zu importieren. 1939, also nach dem Beginn des Pazifikkriegs, gründete er in Shanghai das Filmunternehmen „Chūka Eiga“ (中華映画).
Nach Ende des Kriegs gründete er 1946 das nun „Tōwa Eiga“(東和映画) genannte Filmunternehmen und übernahm die Leitung. Später wurde er Aufsichtsratsvorsitzender, Geschäftsführer der Firma „Ōzawa Shōkai“ (大沢商会), einer Importfirma für Uhren und andere Objekte, Präsident der „Vereinigung der Importeurefür den Import und Expo und Verleiher ausländischer Filme“ (外国映画輸入配給協会, Gaikoku eiga yunyū haikyū kyōkai), stellvertretender Präsident der „Gesellschaft zur Verbreitung japanischer Filme im Ausland“ (日本映画海外普及協会, Nihon eiga kaigai fukyū kyōkai). Außerdem war Kawakita  bei den internationalen Filmfestivals, wie die von Cannes und Venedig aktiv.
Vor dem Krieg brachte Kawakita Filme wie „Quatorze Juillet“ – in Japan als „Pari matsuri“ (巴里祭), „Der Kongreß tanzt“ – „Kaiga wa odoru“ (会議は踊る), „Pépé le Moko“ – „Hōkyō“ (望郷), „Olympia“ – „Minzoku no saiten“ (民族の祭典) auf den Markt und nach dem Kriege „The Third Man“ – „Dai-san no otoko“(第三の男), „Les enfants du Paradis“ (天井桟敷の人々), „Jeux interdits“ „Kinjirareta asobi“ (禁じられた遊び) – „Gervais“ – „Izakaya“ (居酒屋) und andere.
Kawakitas älteste Tochter Kazuko (和子) war u. a. Vizepräsidentin einer französischen Filmgesellschaft und für den Import und Export von Filmen zuständig. Zusammen mit seiner Frau Kashiko, die als Geschäftsführerin der „Freunde der Filmbibliothek“ (フィルムライブラリー協議会, Firumu raibari kyōgikai), der heutigen „Kawakita kinen eiga bunka zaisan“ (川喜多記念映画文化財団) wirkte, kann man von einer „Filmfamilie“ sprechen.
An das Wirken des Ehepaars Kawakita erinnert das auf ihrem Wohngrundstück in Kamakura eingerichtete Kawakita Filmmuseum.